# Munnopsis mandibularis
Munnopsis mandibularis är en kräftdjursart som beskrevs av Wolff 1962. Munnopsis mandibularis ingår i släktet Munnopsis och familjen Munnopsidae. Inga underarter finns listade i Catalogue of Life.